# Sciara congregata
Sciara congregata är en tvåvingeart som beskrevs av Oskar Augustus Johannsen 1914. Sciara congregata ingår i släktet Sciara och familjen sorgmyggor.
Artens utbredningsområde är Arkansas. Inga underarter finns listade i Catalogue of Life.